# Jazz Big Band ’75

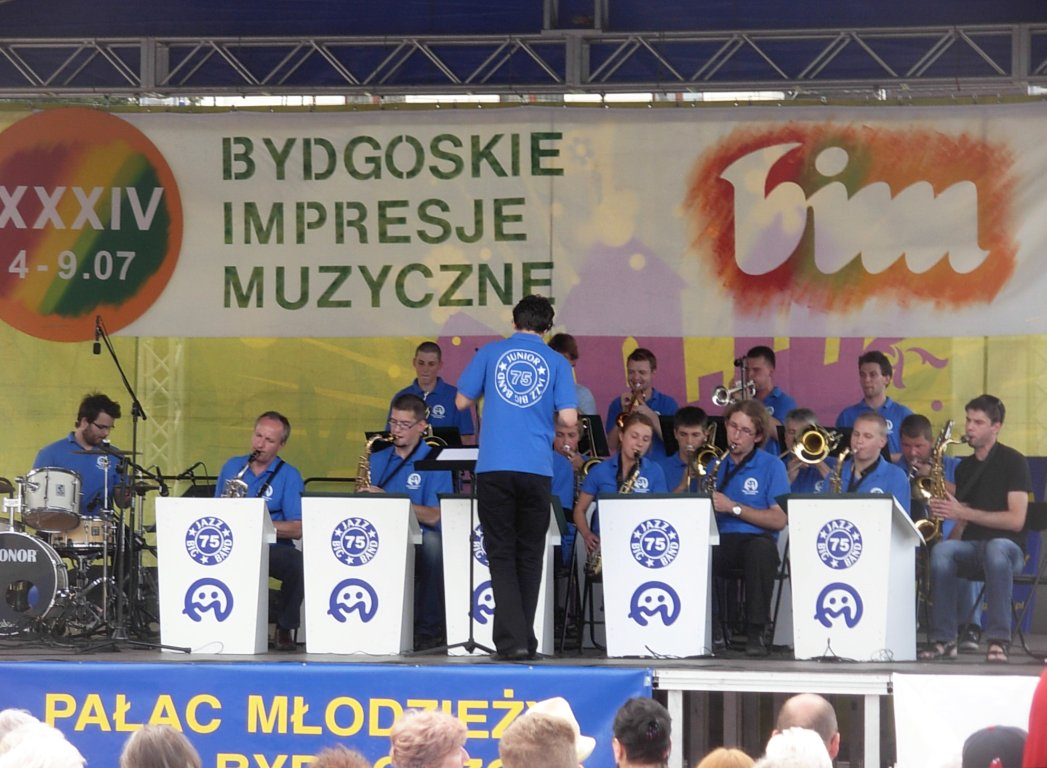
Junior Jazz Big Band podczas Bydgoskich Impresji Muzycznych w 2011 r.

Jazz Big Band ’75 – orkiestra jazzowa działająca przy Pałacu Młodzieży w Bydgoszczy.

## Historia
Zespół powstał w 1975 r. przy nowo powstałym (1973) Pałacu Młodzieży w Bydgoszczy. Początkowo nosił nazwę Młodzieżowej Orkiestry Dętej i miał charakter marszowy, defiladowy i plenerowy. W ciągu kilku lat (1979) orkiestra przekształciła się stopniowo w jazzowy big band pod kierownictwem Jerzego Rawickiego. Big-bandowy zespół zadebiutował na Bydgoskich Impresjach Muzycznych w 1980 r. W tym samym roku wyjechał do Francji, gdzie na zaproszenie Konserwatorium Muzycznego w Sceaux uczestniczył w międzynarodowym spotkaniu młodzieżowych zespołów muzycznych. W konkursie tym zdobył I miejsce w kategorii zespołów rozrywkowych i zaprezentował się paryskiej publiczności w cyklu ośmiu koncertów w parku Kwiatowym w Vincennes i w wielkim Amfiteatrze Miejskim. W 1983 r. uzyskał I miejsce na XXXI Europejskim Festiwalu Muzyki Młodzieży w Neerpelt (Belgia) zostawiając w pobitym polu 27 rozrywkowych kapel z innych krajów. W kolejnych latach uczestniczył w wielu konkursach muzycznych zdobywając nagrody i wyróżnienia. Na Bydgoskich Impresjach Muzycznych zawsze plasował się w wąskiej czołówce, a w latach 1987 i 1995 zdobył Złote i Srebrne Struny. W latach 1975–1996 orkiestrą kierował Jerzy Rawicki, potem Wiesław Nawrocki, a od 2001 r. Leszek Gozdek.

## Charakterystyka
Zespół złożony jest z młodocianych muzyków, pobierających naukę w sekcjach muzycznych Pałacu Młodzieży pod okiem instruktorów z Filharmonii Pomorskiej i Akademii Muzycznej. W jego składzie grali prawie wszyscy liczący się jazzmani średniego i młodszego pokolenia w Bydgoszczy. W orkiestrze dominują chłopcy, choć zdarzają się też dziewczęta (gitara basowa, klarnet, saksofon). Zespół w najlepszych swoich sezonach liczył 40 osób. 
Zespół składa się z sekcji saksofonów, trąbek, puzonów oraz z sekcji rytmicznej (gitara elektryczna, piano, gitara basowa, zestaw perkusyjny). Na repertuar zespołów składają się aranżacje standardów jazzowych, szeroko pojętej muzyki rozrywkowej, a także muzyki filmowej.
Jazz Big-Band występuje na licznych przeglądach i festiwalach, regularnie koncertuje w bydgoskich klubach np. „Kuźni” i „Eljazzie”. Bierze udział w Zaduszkach Jazzowych i organizowanych przez Pałac Młodzieży – Warsztatach Big-Bandowych. Reprezentował Bydgoszcz na międzynarodowych festiwalach w Niemczech i we Francji, a także uświetnia swoimi występami imprezy okolicznościowe i inne uroczystości.

## Osiągnięcia
Do ważniejszych osiągnięć Jazz Big Bandu'75 zaliczyć można: I Nagrodę na Festiwalu Młodych Artystów w Paryżu (1980), I Nagrodę na Festiwalu Zespołów Muzycznych w Neerpelt (1983), I Nagrodę na Festiwalu Muzyki w Kassel (1985), Złota i Srebrną Strunę podczas Bydgoskich Impresji Muzycznych, trzy razy zdobyty Puchar Marszałka Województwa Kujawsko-Pomorskiego, Wyróżnienie na VIII Big Band Festiwalu w Nowym Tomyślu, udział w II "Bydgoszcz Jazz Festival", podczas którego z JBB'75 wystąpili: A. Zubek (dyrygent), P. Biskupski (instrumenty perkusyjne), Z. Wrombel (bass), M. Sikała (saksofon tenorowy), M. Gawdzis (trąbka), II miejsce (I nie przyznano) na III Bydgoszcz Big-Band Festiwalu (2009), III Miejsce na XV Big-Band Festiwalu w Nowym Tomyślu (2010). Od 2007 JBB ’75 jest gospodarzem Ogólnopolskiego Bydgoszcz Big Band Festiwalu. Prowadzącym Jazz Big Band ’75 od września 2007 jest Piotr Dąbrowski.

## Skład zespołu
- Izabela Król – sax alt
- Adam Kołacki – sax alt
- Marek Marszałek – sax tenor
- Wojciech Piórkowski – sax tenor
- Maciej Sury – sax tenor
- Wiesław Nawrocki – sax baryton
- Jakub Marszałek – trumpet
- Marek Szczepański – trumpet
- Rafał Dubicki – trumpet
- Michał Michota – trumpet
- Jakub Szynal – trumpet
- Wojciech Czapiewski – trombone
- Artur Szatkowski – trombone
- Artur Wiślicki – trombone
- Krzysztof Błaszczak - trombone
- Michał Gozdek – piano
- Adam Lemańczyk – piano
- Marcin Grabowski – bass
- Kasper Łbik – bass
- Marek Malinowski – el. guitar
- Mateusz Krawczyk – drums
- Kamila Abrahamowicz – wokal

## Junior Jazz Big Band’75
W 2004 r. założono „Junior Jazz Big Band’75”, złożony z młodych muzyków pracowni wokalno-instrumentalnej Pałacu Młodzieży w Bydgoszczy. Zespół prowadzony jest przez Piotra Dąbrowskiego. Pierwszy raz wystąpił podczas obchodów 30-lecia "Jazz Big Bandu 75" w 2005 r. Bierze również udział w Bydgoskich Impresjach Muzycznych i innych festiwalach w Polsce (Nowy Tomyśl) i za granicą (Patras – Grecja).